# 斯泰爾切
48°1′53″N 26°1′55″E / 48.03139°N 26.03194°E

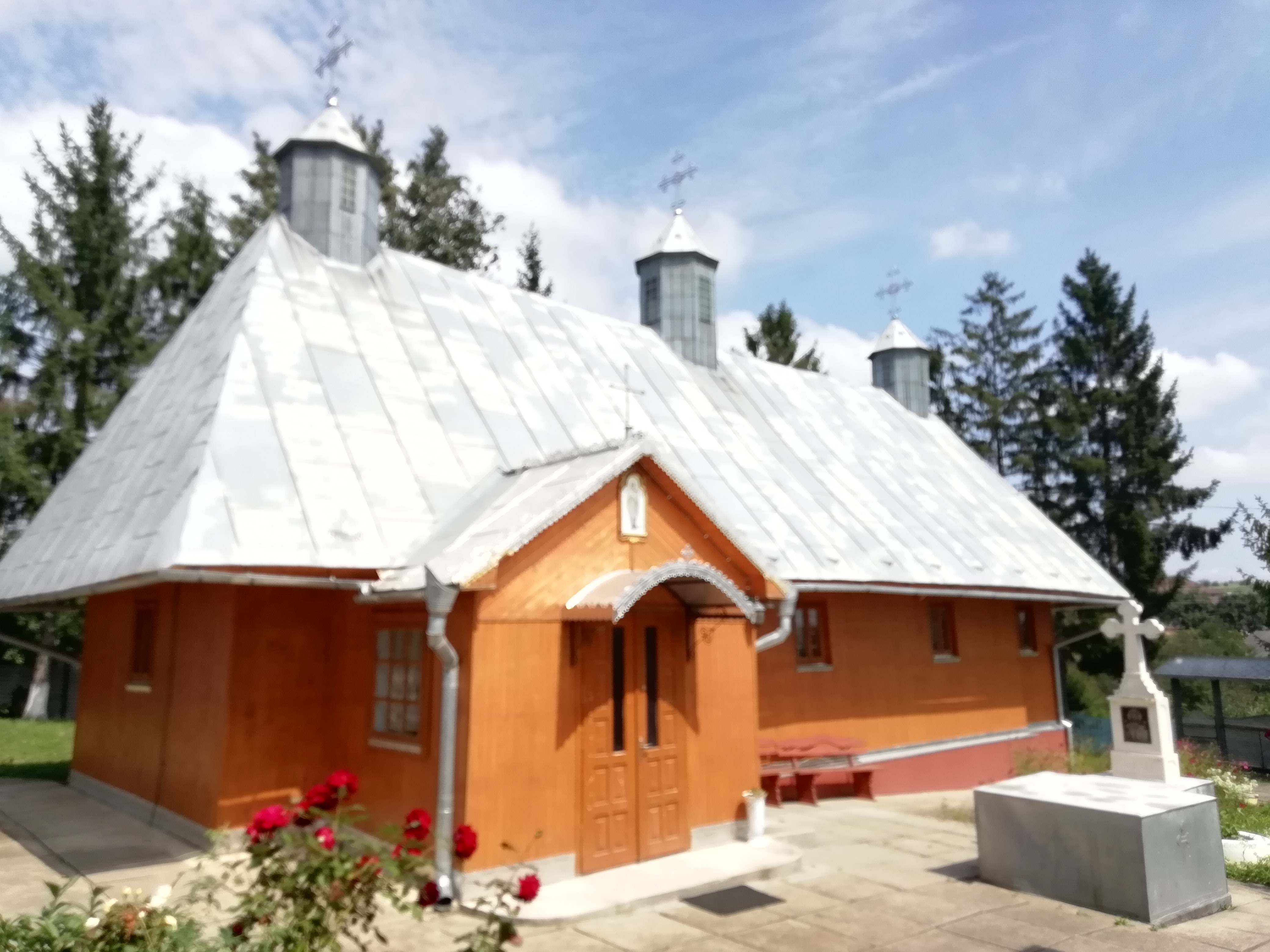
教堂

斯泰爾切（烏克蘭語：Стерче）是位於烏克蘭西南部的村莊，由切爾諾夫策州切爾諾夫策區的赫利博卡市鎮負責管轄。該村面積1.91平方公里，海拔高度349米，2001年該村落人口1,231。